# Alessio Occhipinti
Alessio Occhipinti (Roma, 26 marzo 1996) è un nuotatore italiano.

## Biografia
A livello juniores, vinse l'argento agli europei giovanili di Dordrecht 2014, nella staffetta 4x200 metri stile libero.
Vinse la medaglia d'argento alla XXX Universiade svoltasi a Napoli, nei 1500 metri stile libero maschile. Pochi giorni dopo, guadagnò il bronzo nella specialità dei 25 km in acque libere ai mondiali di Gwangju, terminando alle spalle del francese Axel Reymond e del russo Kirill Belyaev.
Si classificò terzo nella gara maschile alla Capri-Napoli 2020 (5º posto complessivo).
Nel 2021, giunse al quarto posto nei 25 km maschili agli europei di Budapest 2020. Nel settembre dello stesso anno vinse la Capri-Napoli, precedendo il campione in carica maschile olandese Marcel Schouten.

## Palmarès
- Mondiali

Gwangju 2019: bronzo nei 25 km.
- Universiadi

Napoli 2019: argento nei 1500m sl.
- Europei giovanili

Dordrecht 2014: argento nella 4x200m sl.

### Altre competizioni internazionali
2020
- Bronzo alla Capri-Napoli 2020

2021
- Oro alla Capri-Napoli 2021